# Битка код Улаиса
Битка код Улаиса (арап. معركة أليس‎) водила се између снага Рашидунског калифата и персијског царства Сасанида средином маја 633. године у Ираку, а понекад се назива и Битком на крвавој реци јер је резултат ове битке, био огроман број страдалих Сасанида и Арапских хришћана.
Ово је била последња од четири узастопне борбе вођене између окупаторских муслимана и персијске војске. Након сваке битке, Персијци и њихови савезници су се прегруписали и поново борили. Ове битке резултирале су повлачењем персијске војске Сасанида из Ирака и њеним заробљавањем од стране муслимана под Рашидунским калифатом.

## Позадина
Пре него што је кренуо на Персијанце, Халид ибн ел Валид је написао писмо Хормузу, персијском гувернеру пограничног округа Даст Меисан, рекавши:
| „ | Потчините се исламу и будите сигурни. Или пристаните на плаћање џизеје, а ви и ваши људи бићете под нашом заштитом, иначе ћете само себе кривити за последице, јер доводим људе који желе смрт тако жарко колико ви желите живот. | ” |

Након пораза у бици код Валаџе, сасанидски војници који су преживели битку, су се углавном састојали од хришћанских Арапа, и побегли су са бојног поља, а затим прешли преко реке Хасиф (притока Еуфрата) и прешли између ње и Еуфрата. Њихов пут завршио се у Улаису, око 10 миља од места битке за Валаџу. Муслимани су били свесни присуства непријатељских Арапа у Улаису, као и да су били малобројнији од муслимана након што су преживели битку код Валаџе где су поражени, муслимани их никада нису сматрали војном претњом док нису почели са прегруписавањем а затим је муслимански заповедник Халид ибн Валид био обавештен о доласку више арапских хорди, углавном из хришћанског арапског племена Бани Бакр. Више појачања прикупљено је од хришћанских арапских племена у региону између Ал-Хире и Улаиса. Војска Рашидунског калифата је под Халидом прешла реку Хасиф и приступила Улаису фронтално. Цар Ардшир је у међувремену послао наређења Бахману Џадуји да крене према Улаису и тамо преузме команду над арапским контингентима и заустави напредовање муслимана код Улаиса. Бахман је послао свог искусног заповедника Џабана са царском војском у Улаис са наредбама да избегну битку док сам Бахман Џадуја не дође. Док је Џабан кретао са војском, Бахман Џадуја се вратио у Ктесифон да би разговарао о одређеним стварима са царем. Стигао је у Ктесифон и пронашао цара Ардшира веома болесног и остао је код њега. Сада су Персијци и Арапи схватили да је циљ муслимана био град Ал-Хира. Одлучили су да се боре и поразе муслиманску војску. Хршћански арапски контингенти били су под командом племенског поглавара Абдул Асвада, који је у бици код Валаџе против муслимана изгубио своја два сина и желео освету.

## Битка
Један од муслиманских заповедника, Ел Мутана ибн Харита, напредовао је са извиђачима лаке коњице до Улаиса и обавестио муслиманског заповедника Халида ибн Валида о месту боравка непријатељских Арапа. Халид је покушао дође до Улаиса пре него што сасанидска војска успе да прикупи појачања, како би избегао битку са војском која би знатно надвладала његову; међутим, он то није успео. Да би ускратио Персијанцима време да се организују и да координирају своје планове, Халид је истог дана одлучио да се бори.
Према савременој географији, бојно поље се налази 25 миља југоисточно од ирачког града Наџафа и око 4 миље југозападно од модерног Аш Шинафија.
Сасанидска војска и контингенти хришћанских Арапа камповали су раме уз раме са Еуфратом с њихове леве стране Хасифом, са десне стране и речним чвором иза њих. Главни заповедник муслимана Халид ибн Валид је поставио своју војску у борбени поредак, поставивши Адија ибн Хатима (који је био син познатог арапског хришћанског вође Хатима Ат Таи-а и некадашњег хршћанина) за заповедника десног крила и Асима ибн Омара заповедника левог крила. Информације о напредовању војске Рашидунског калифата стигле су до Џабана нешто пре подне. Било је време ручка и требало је да персијски војници узиму свој оброк, али су се сасанидске трупе уздржале од хране да би муслиманима "показале жилавост".
Џабан је организовао сасанидску војску у великој журби пре него што су муслимани могли да стигну, одредивши хришћанске Арапе да формирају крила његове војске, при чему је племенски поглавар Абдул Асвад командовао десним крилом, а племенски поглавар Абџар командовао левим крилом. Центар је формирала царска војска. Бојно поље протегло се југоисточно од Улаиса између Еуфрата и Хасифа. Персијска војска је била распоређена леђима ка Улаису, док је испред ње била постројена војска Рашидунског калифата. Северни бок обе војске почивао је на Еуфрату, а јужни на реци Хасиф, у дужини од око 2 километра.
Детаљи маневара које је користио Халид историја није забележила. Главни заповедник муслимана Халид ибн ел Валид убио је вођу хришћанског арапског племена Абдул Асвада у двобоју. Борбе су биле најтеже на обали Хасифа. У муслиманским хроникима помиње се да ако је икада нека војска мислила да се бори до последњег, то је била царска војска Сасанида код Улаиса. Жестока битка трајала је сатима; ниједна страна није показала знак слабости.
У раним поподневним сатима, персијска војска Сасанида и арапски савезници, који више нису били у стању да издрже нападе муслиманске војске сачињене ветерана, коначно су се повукли на северозапад у правцу Ал-Хире.
Против Персијанаца и њихових савезника, Халид ибн ел Валид је увек био много инфериорнији по броју али разумео је начин пустињског ратовања и када му прети опасност, његови људи, навикли на тешке пустињске услове, повукли би се у пустињу, где није могло бити настављено њихово гоњење. Арапске камиле пиле су воду ређе од персијских коња. Халид је такође користио пустињу за своју линију снабдевања камилама.
Арапска племена била су једина која су могла ометати његову стратегију и победити га с леђа ометајући му доводну линију снабдевања и затварајући му путеве бекства. Халид ибн ел Валид се бојао да ће се та арапска племена прегруписати, а да ће друге Персијаци придобити тако што ће их подмитити и напасти његову линију снабдевања а затим затворити његове руте за бег. Такође се бојао да ће се Персијци прегруписати и напасти његов фронт. Већ су се против њега борили у три битке и након сваке битке се прегруписали. Персијци су имали велико царство већ 12 векова и пре тога су изгубили битке и поново устајали.

### "Река крви"
Исламски историчар Табари каже да се, пошто није био у стању да направи пробој у одбрамбеним линијама сасандске живе силе, Халид молио Алаху и обећао да ће ако победи у бици рекама тећи крв сасанидских војника. Сасаниди су почели да беже према Ал-Хири пред поновним снажним нападом муслимана. Хиљаде су убијене, а обала реке постала је црвена од количине мртвих.

Халид је наредио својим људима да ухвате све Сасаниде који су почели да беже, осим оних који су се борили. Током три дана, одређени мушкарци које је по имену одредио Халид ибн Валид, које су муслимани заробили, били су обезглављени по његовом налогу поред обале или у самој реци. Када је видео да се крв утапа на тлу уместо да тече, по савету Кака ибн Амра, једног од заповедника муслиманске војске, Халид је наредио да се брана на реци отвори, а вода је тада текла унутра и почела да носи млинове, а затим су правили хлеб са оним што је три дана нахранило његове трупе од 18.000, испуњавајући његову ранију заклетву о протоку реке крви и постала је позната као "Река крви".
Ову епизоду не спомињу ниједни други рани исламски списи, укључујући историчара Ел Баладурија. Док муслимани нису имали име за реку у којој су Персијци били обезглављени, Ага Ибрахим Акрам ју је идентификовао са реком Хасиф или Хасеф, притоком Еуфрата. Кембричка Историја Ирана додаје да се легенда приписује и другим арапским заповедницима.

## Последице
Преко 70.000 Сасанида изгубило је живот у бици, укључујући оне чије су главе одсечене у реци Улаис по наређењу Халида. Сасанидски заповедник Џабан је, међутим, побегао. Након битке, наметнуо је џизју становницима Улаиса и наложио им да делују као шпијуни међу Иранцима.
Халид је одао почаст сасанидској персијској војсци. И том приликом је рекао:
| „ | Код Мутаха сам сломио девет мачева у руци. Али никада нисам срео непријатеља попут Персијанаца. А међу Персијанцима никада нисам срео непријатеља попут војске код Улаиса. | ” |

Након тога, Халид је у бици код Хире у последњој недељи маја 633. године опколио град Ал-Хиру, главни град области доње Месопотамије. Становницима је дат мир под условима годишњег плаћања џизје (данака) и пристали су да муслиманима дају обавештајне податке. Након одмора своје војске, Халид је у јуну 633. године опседа Анбар који је, упркос жестоком отпору, пао у јулу 633. као резултат опсаде, коју је граду наметнуо. Халид се затим померио према југу и заузео Еин ул Тамр последње недеље јула 633. године.
Касније у децембру 633. нека арапска племена потпомогнута персијским гарнизоном извршила су управо оно чега се он плашило, у Аин ел Тамру. Они су напали његову линију снабдевања, па се Халид ибн ел Валид борио против њих.
Халид је затим скинио опсаду са Еин ел Тамра и склопио савез са њима. Падом главних градова цео јужни и централни Ирак доспео је под муслиманску контролу. Године 634. Ебу Бекр му је наредио да са половином своје војске крене у Сирију да и заповеда инвазијом на Византијско царство. Мисна бин Харис је остављен као Халидово наследник. Персијци, су се под својим новим царем Јездигердом III, прегруписали, концентрисали нове војске и поразили муслимане у бици код Моста и поново освојили Ирак. Друга инвазија на Ирак извршена је под Сад ибн Аби Ваксом који је, након пораза од сасанидске војске у бици код Кадисије 636. године, заузео Ктесифон. После тога је уследила целокупна инвазија на Сасанидско персијско царство.